# Donny Robinson
Donny Robinson, född den 17 juni 1983 i Napa, Kalifornien, är en amerikansk tävlingscyklist som tog brons i BMX vid olympiska sommarspelen 2008 i Peking.